# Microcolona arizela
Microcolona arizela är en fjärilsart som beskrevs av Edward Meyrick 1897. Microcolona arizela ingår i släktet Microcolona och familjen Agonoxenidae. Inga underarter finns listade i Catalogue of Life.